# Parascheva de los Balcanes

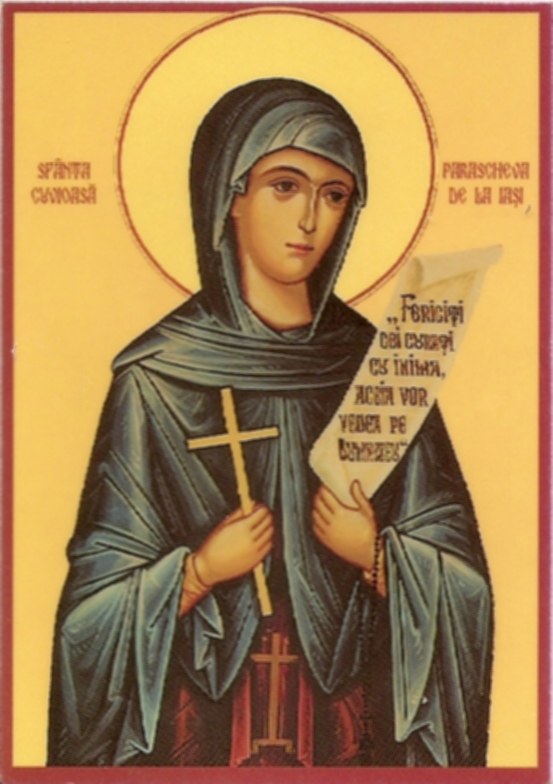
Santa Paraskeva, ícono repartido gratuitamente en los monasterios de Moldavia.

Santa Parasqueva de los Balcanes, Petca Paraskeva, Paraskevi de Serbia, Paraskeva Piátnitsa, Paraskeva de Tirnovo, Paraskeva la serbia, Parasqueva de Belgrado, Parasqueva La Nueva, Paraskeva La Joven, Paraskeva de Iasi, Piadosa Paraskeva, fue una monja asceta del siglo XI, considerada santa por la Iglesia Cristiana Ortodoxa.

## Breve biografía
Nació en el pueblo Epibatos de la antigua Tracia, 
mitad Serbio y medio Griego. A la orilla del Mar de Marmara, hija de ricos terratenientes.
Aún desde muy joven, Parasqueva se acostumbra a ayudar a los pobres de aquel lugar, decidiéndose pronto a iniciarse en la vida monástica, en Constantinopla. Sus padres, que no estaban de acuerdo con aquella decisión, la buscan durante algún tiempo en distintas ciudades de los alrededores, sin éxito. Mientras tanto, Paraskeva se dirige a Calcedonia_(ciudad) para luego empezar a residir en la iglesia dedicada a Theotokos en Heraclea Pontica. Debido a su ascetismo profundo, experimenta visiones con la Virgen María. En una de esas visiones recibe la orden de dirigirse a Jerusalem y conocer los Lugares Sagrados. Ahí permanece algún tiempo retraída en un monasterio del desierto de Jordania. Casi dos años después, regresa a Constantinopla, en Katikratia, haciendo su residencia en la Iglesia de los Santos Apóstoles y muriendo en aquel lugar a la edad de 27 años.

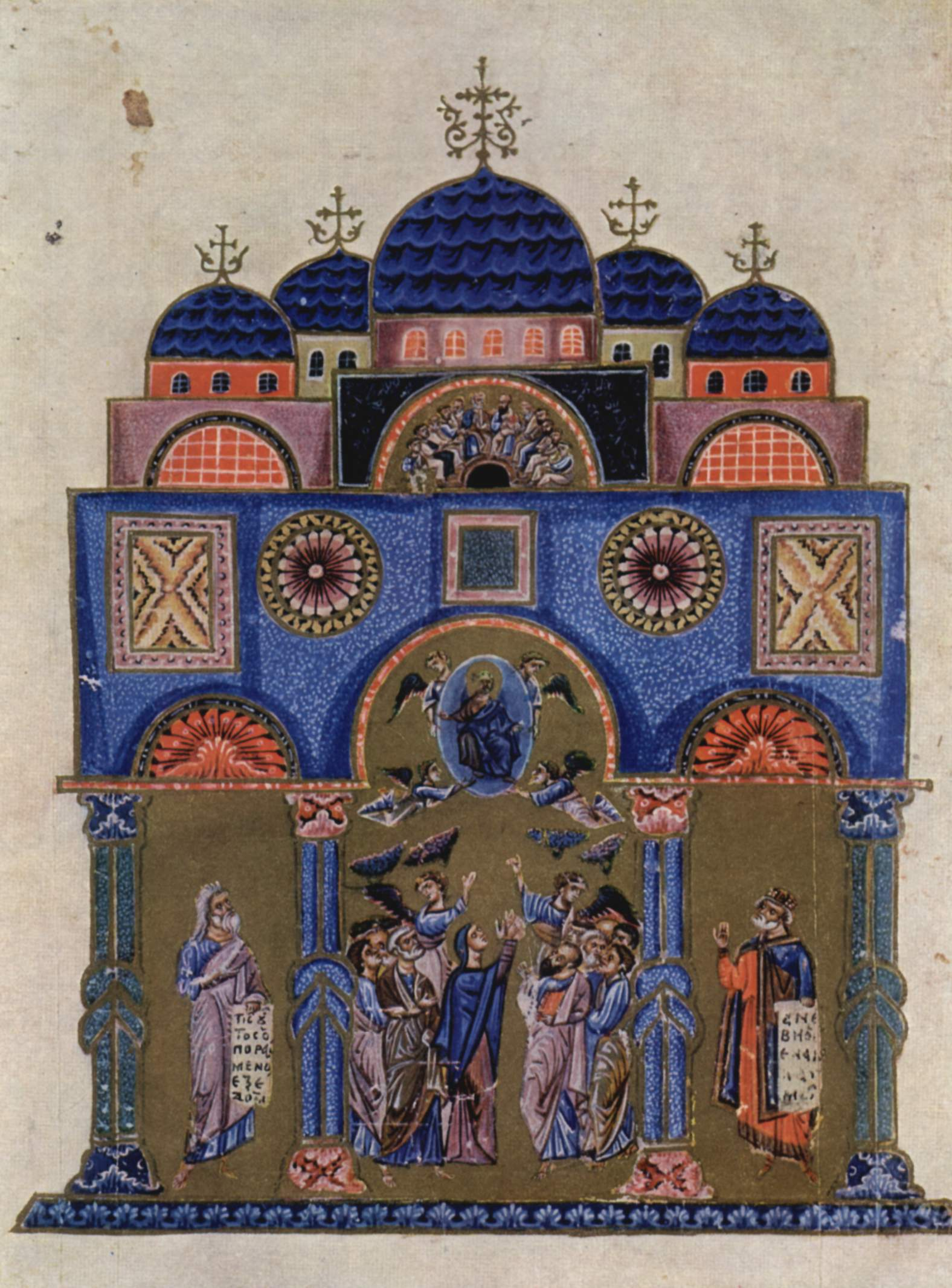
Representación gráfica de la iglesia de los Santos Apóstoles, hecha en el

## Trasiego de las santas reliquias
La tradición dice que, después de que un viejo pecador fue enterrado cerca de la tumba de Parasqueva, la santa apareció en sueños a un monje del lugar, señalándole el lugar de su tumba y rogándole trasladarlos a otro sitio. Cuando los aldeanos exhumaron el cuerpo, se maravillaron de encontrarlo incorrupto. Entonces, los restos fueron trasladados inmediatamente a la Iglesia de los Santos Apóstoles de Katikratia. Años después, las reliquias son trasladadas continuamente a diversas iglesias y monasterios de la región; en 1238, son llevadas de Katikratia a Veliko Tarnovo, capital del Segundo Imperio Búlgaro. 

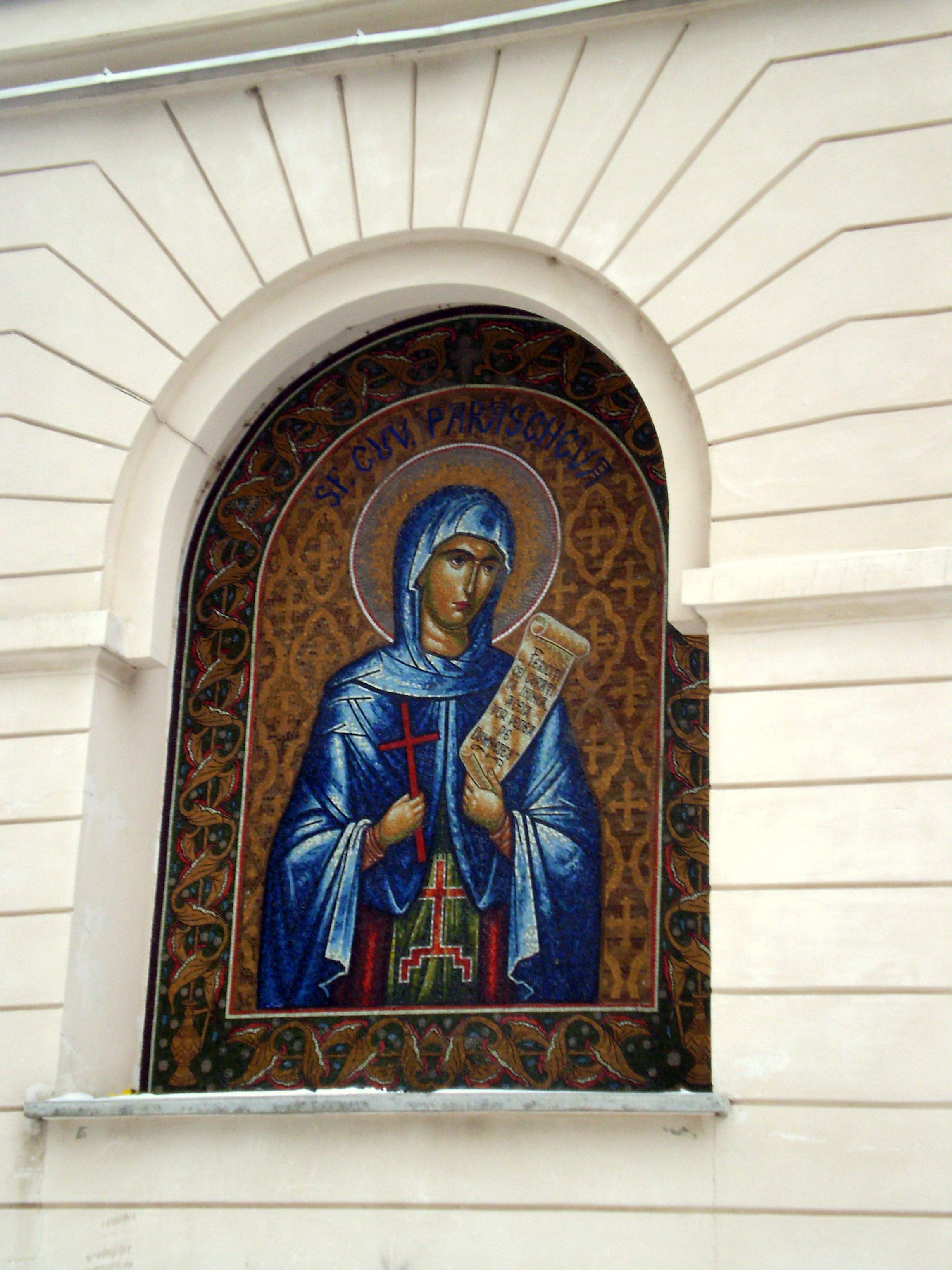
Ícono de Santa Paraskeva en la fachada de la Catedral Metropolitana de Iaşi, Rumanía.

En 1393, se decide su traslado hacia Belgrado, a la Iglesia Ruzica. Cuando aquella ciudad cayó en poder de las fuerzas otomanas, en 1521, las reliquias regresan a Constantinopla, en donde permanecen 120 años.

## Veneración en Rumanía y Bulgaria
En mayo de 1641, las reliquias de Santa Paraskeva son llevadas a Iaşi, Rumanía, por el príncipe Valeriu Lupu, quien las había recibido del Patriarca Partenie, mediante decisión sinodal, como regalo en reconocimiento a la ayuda prestada a la Patriarquía Ecuménica de Constantinopla. Para esto, la caja conteniendo los restos fue transportada en secreto y con el visto bueno de las autoridades turcas de Constantinopla, para evitar disturbios por parte de los creyentes de aquella ciudad. El paso a través de los muros constantinopolitanos fue conseguido a pesar de que la ley islámica prohibía el traslado de cadáveres a una distancia mayor de tres millas de la ciudad, siendo la excepción cuando el fallecido era un sultán. Así, la primera morada de los santos restos en territorio rumano será la recientemente inaugurada Iglesia de los Tres Jerarcas. En 1888, son trasladadas a la Catedral Metropolitana de Iasi. Ésta había sido construida por Veniamin Costachi, en 1839, después de 6 años de grandes esfuerzos. Entre los años 1880-1887, el rey Carol I de Rumanía (1866-1914) renovó, expandió, y redecoró completamente el edificio, que ahora es la más grande y más bella catedral metropolitana en todo el territorio rumano.
Dentro de la catedral se dispuso una urna de plata para colocar ahí los restos de la santa. Desde entonces se le ha considerado la Patrona y Protectora de la Moldavia rumana y, cada año, el 14 de octubre, el día en que se le celebra, miles de personas de todo el país visitan en peregrinaje la catedral.

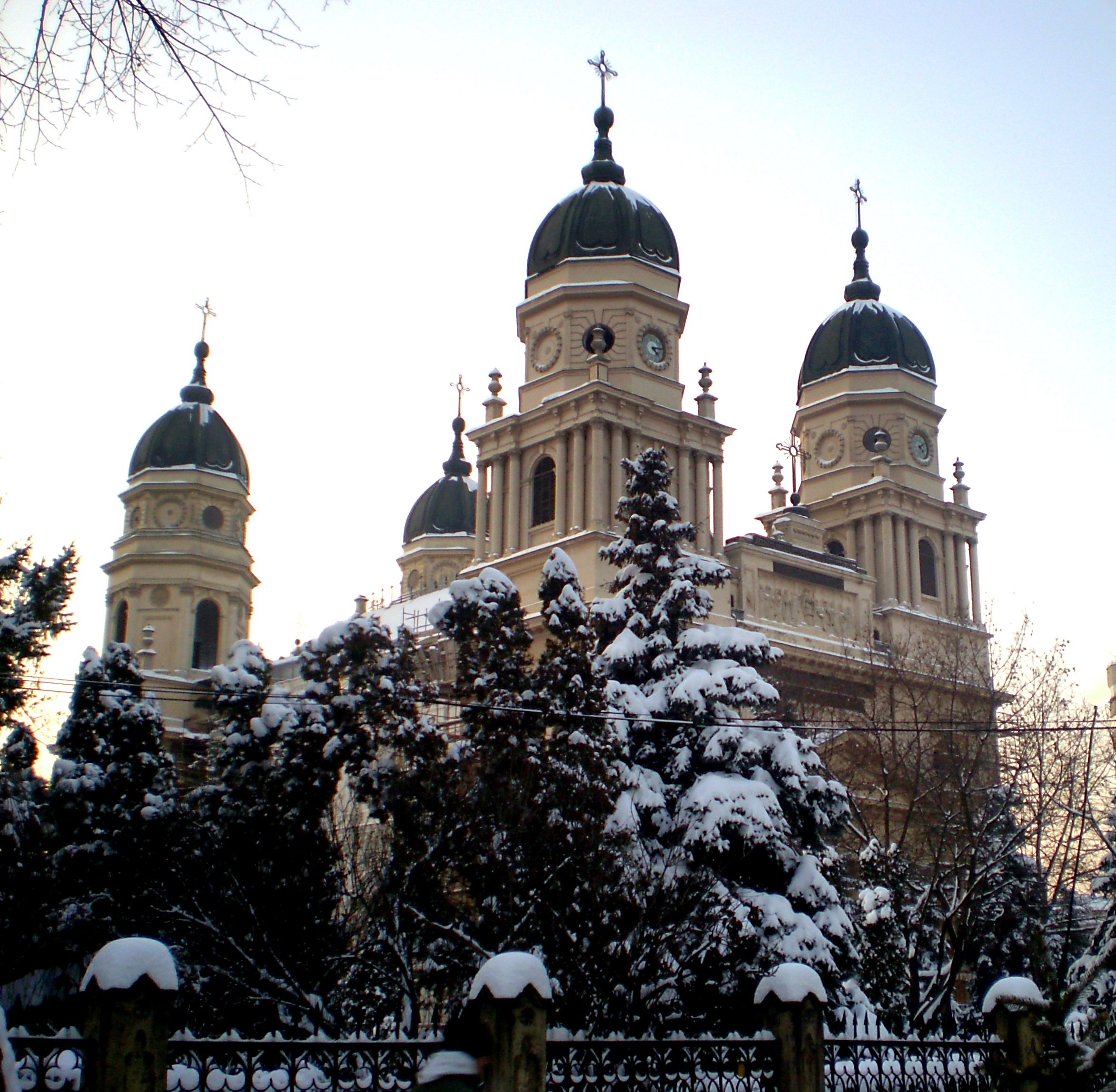
Catedral Metropolitana, Iasi

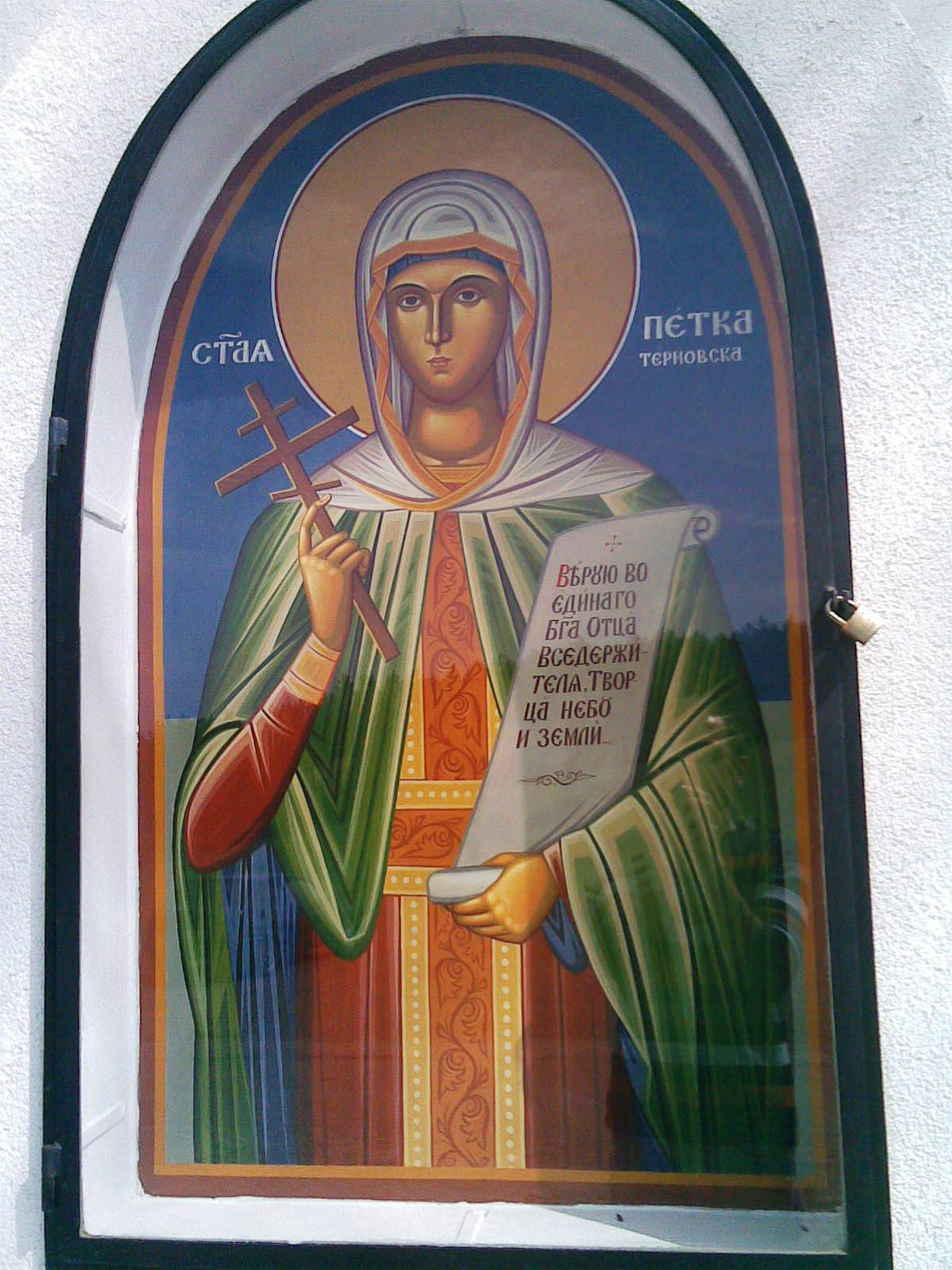
Ícono de Santa Parasqueva (Petka),en Bulgaria

Entre los creyentes rumanos se menciona, como anécdota, que una severa sequía afectó en los años 1946-47 la región moldava de Rumanía, haciendo más desolador el cuadro dejado por la reciente Guerra Mundial. Entonces, el Metropolita Justinian Marina autorizó la realización de una procesión portanndo la urna que contiene las reliquias de Santa Paraskeva, guardadas en Iaşi. Así, los restos fueron llevados a través de los entonces desérticos valles de Iasi, Vaslui, Roman, Bacau, Putna, Neamt, Baia Mare y Botosani. Asimismo, las ofrendas recibidas durante el trayecto fueron posteriormente distribuidas, de acuerdo a decisión emitida por el Metropolita Marina, entre orfanatos, pobres, cafeterías escolares, iglesias en construcción y distintos monasterios.
La profunda veneración que se le profesa por parte de la Iglesia Ortodoxa Rumana, queda manifiesta en las primeras líneas del himno acatístico compuesto en su honor: 
A la Piadosísima madre nuestra, la muy misericordiosa Paraskeva, humildes ofrendas presentamos nosotros, pecadores, por su intercesión. Porque de grandes regalos no somos merecedores de recibir, del manantial aquel del que siempre brotan las bondades de Nuestro Salvador, y le cantamos: Alégrate, Paraskeva, grande intercesora!
Alégrate, sabia doncella;
Alégrate, paloma que nos habla;
Alégrate, alma angelical en virginal cuerpo;
Alégrate, digna mediadora del Señor;
Alégrate, bienhechora de la humanidad;
Alégrate, alivio de los sufrimientos;
Alégrate, fuerte esperanza nuestra;
Alégrate, fortaleza de los creyentes;
Alégrate, refugio apacible e invulnerable;
Alégrate, ejemplo bueno de piedad;
Alégrate, luz de aquellos desvalidos;
Alégrate, ayuda de aquellos sin esperanza;
Alégrate, Paraskeva, grande intercesora!
En Bulgaria, Santa "Petka" es considerada como hacedora de curaciones milagrosas a través de la oraciones dirigidas a ella; en especial, es considerada como una ayuda divina en los casos de ceguera o enfermedades de los ojos. Además, se le tiene como protectora del "espacio" existente entre cielo e infierno, a donde van las almas de los niños sin bautizar. Una canción popular la sitúa en la entrada del puente entre la vida de este mundo y la próxima.